# Eugaurax bicolor
Eugaurax bicolor är en tvåvingeart som beskrevs av Malloch 1934. Eugaurax bicolor ingår i släktet Eugaurax och familjen fritflugor. Inga underarter finns listade i Catalogue of Life.